# Johan Wagenaar
Johan Wagenaar (Utrecht, 1862. november 1. – Hága, 1941. június 17.) holland zeneszerző.
Kezdetben az utrechti székesegyház orgonistája, a helyi zeneiskola igazgatója és énekkari dirigense volt, később Leidenben, 1919 és 1937 között pedig Hágában, a zeneakadémia igazgatójaként működött. Jelentősebb művei a következők: nyitányok: Frithjof tengeri útja (1886), Cyrano de Bergerac (1905), Makrancos hölgy (1919); operák: Velencei doge (1901), Cid (1914), Jupiter Amans (1925); szimfonikus költemények: Saul és Dávid (1906), Avondfeest (1922); egy zenekari intermezzo (1894), és egy sinfonietta (1917).